# Premi Emmy 2023
La cerimonia della 75ª edizione dei Primetime Emmy Awards (75th Primetime Emmy Awards) avrebbe dovuto tenersi il 18 settembre 2023, ma a causa della serie di scioperi degli sceneggiatori e degli attori ad Hollywood, è stata spostata a lunedì 15 gennaio 2024.
Le candidature sono state annunciate il 12 luglio 2023 da Yvette Nicole Brown e il Presidente della Television Academy Frank Scherma.

## Primetime Emmy Awards

### Programmi televisivi

#### Miglior serie commedia
- The Bear, distribuita da FX
- Abbott Elementary, distribuita da ABC
- Barry, distribuita da HBO
- Jury Duty, distribuita da Amazon Freevee
- La fantastica signora Maisel (The Marvelous Mrs. Maisel), distribuita da Prime Video
- Only Murders in the Building, distribuita da Hulu
- Ted Lasso, distribuita da Apple TV+
- Mercoledì (Wednesday), distribuita da Netflix

#### Miglior serie drammatica
- Succession, distribuita da HBO
- Andor, distribuita da Disney+
- Better Call Saul, distribuita da AMC
- The Crown, distribuita da Netflix
- House of the Dragon, distribuita da HBO
- The Last of Us, distribuita da HBO
- The White Lotus, distribuita da HBO
- Yellowjackets, distribuita da Showtime

#### Miglior miniserie
- Lo scontro (Beef), distribuita da Netflix
- Dahmer - Mostro: la storia di Jeffrey Dahmer (Dahmer - Monster: The Jeffrey Dahmer Story), distribuita da Netflix
- Daisy Jones & The Six, distribuita da Prime Video
- Fleishman a pezzi (Fleishman Is in Trouble), distribuita da FX
- Obi-Wan Kenobi, distribuita da Disney+

#### Miglior reality competitivo
- RuPaul's Drag Race, distribuito da MTV
- The Amazing Race, distribuito da CBS
- Survivor, distribuito da CBS
- Top Chef, distribuito da Bravo
- The Voice, distribuito da NBC

#### Miglior varietà talk show
- The Daily show with Trevor Noah, distribuito da Comedy Central
- Jimmy Kimmel Live!, distribuito da ABC
- Late Night with Seth Meyers, distribuito da NBC
- The Late Show with Stephen Colbert, distribuito da CBS
- The Problem with Jon Stewart, distribuito da Apple TV+

#### Miglior varietà sketch show
- Last Week Tonight with John Oliver, distribuito da HBO
- A Black Lady Sketch Show, distribuito da HBO
- Saturday Night Live, distribuito da NBC

### Recitazione

#### Miglior attore protagonista in una serie commedia
- Jeremy Allen White, per aver interpretato Carmen "Carmy" Berzatto in The Bear
- Bill Hader, per aver interpretato Barry Berkman / Barry Block in Barry
- Jason Segel, per aver interpretato Jimmy Laird in Shrinking
- Martin Short, per aver interpretato Oliver Putnam in Only Murders in the Building
- Jason Sudeikis, per aver interpretato Ted Lasso in Ted Lasso

#### Miglior attrice protagonista in una serie commedia
- Quinta Brunson, per aver interpretato Janine Teagues in Abbott Elementary
- Christina Applegate, per aver interpretato Jen Harding in Amiche per la morte - Dead to Me (Dead to Me)
- Rachel Brosnahan, per aver interpretato Miriam "Midge" Maisel in La fantastica signora Maisel (The Marvelous Mrs. Maisel)
- Natasha Lyonne, per aver interpretato Charlie Cale in Poker Face
- Jenna Ortega, per aver interpretato Mercoledì Addams in Mercoledì (Wednesday)

#### Miglior attore protagonista in una serie drammatica
- Kieran Culkin, per aver interpretato Roman Roy in Succession
- Jeff Bridges, per aver interpretato Dan Chase in The Old Man
- Brian Cox, per aver interpretato Logan Roy in Succession
- Bob Odenkirk, per aver interpretato Jimmy McGill / Saul Goodman / Gene Takovic in Better Call Saul
- Pedro Pascal, per aver interpretato Joel in The Last of Us
- Jeremy Strong, per aver interpretato Kendall Roy in Succession

#### Miglior attrice protagonista in una serie drammatica
- Sarah Snook, per aver interpretato Shiv Roy in Succession
- Sharon Horgan, per aver interpretato Eva Garvey in Bad Sisters
- Melanie Lynskey, per aver interpretato Shauna Sadecki in Yellowjackets
- Elisabeth Moss, per aver interpretato June Osborne in The Handmaid's Tale
- Bella Ramsey, per aver interpretato Ellie in The Last of Us
- Keri Russell, per aver interpretato Kate Wyler in The Diplomat

#### Miglior attore protagonista in una miniserie o film
- Steven Yeun, per aver interpretato Danny Cho in Lo scontro (Beef)
- Taron Egerton, per aver interpretato Jimmy Keene in Black Bird
- Kumail Nanjiani, per aver interpretato Somen Banerjee in Ecco a voi i Chippendales (Welcome to Chippendale)
- Evan Peters, per aver interpretato Jeffrey Dahmer in Dahmer - Mostro: la storia di Jeffrey Dahmer (Dahmer - Monster: The Jeffrey Dahmer Story)
- Daniel Radcliffe, per aver interpretato "Weird Al" Yankovic in Weird: The Al Yankovic Story
- Michael Shannon, per aver interpretato George Jones in George & Tammy

#### Miglior attrice protagonista in una miniserie o film
- Ali Wong, per aver interpretato Amy Lau in Lo scontro (Beef)
- Lizzy Caplan, per aver interpretato Libby in Fleishman a pezzi (Fleishman Is in Trouble)
- Jessica Chastain, per aver interpretato Tammy Wynette in George & Tammy
- Dominique Fishback, per aver interpretato Dre in Sciame (Swarm)
- Kathryn Hahn, per aver interpretato Clare Pierce in Le piccole cose della vita (Tiny Beautiful Things)
- Riley Keough, per aver interpretato Daisy Jones in Daisy Jones & The Six

#### Miglior attore non protagonista in una serie commedia
- Ebon Moss-Bachrach, per aver interpretato Richard "Richie" Jerimovich in The Bear
- Anthony Carrigan, per aver interpretato NoHO Hank in Barry
- Phil Dunster, per aver interpretato Jamie Tartt in Ted Lasso
- Brett Goldstein, per aver interpretato Roy Kent in Ted Lasso
- James Marsden, per aver interpretato se stesso in Jury Duty
- Tyler James Williams, per aver interpretato Gregory Eddie in Abbott Elementary
- Henry Winkler, per aver interpretato Gene Cousineau in Barry

#### Miglior attrice non protagonista in una serie commedia
- Ayo Edebiri, per aver interpretato Sydney Adamu in The Bear
- Alex Borstein, per aver interpretato Susie Myerson in La fantastica signora Maisel (The Marvelous Mrs. Maisel)
- Janelle James, per aver interpretato Ava Coleman in Abbott Elementary
- Sheryl Lee Ralph, per aver interpretato Barbara Howard in Abbott Elementary
- Juno Temple, per aver interpretato Keeley Jones in Ted Lasso
- Hannah Waddingham, per aver interpretato Rebecca Welton in Ted Lasso
- Jessica Williams, per aver interpretato Gaby in Shrinking

#### Miglior attore non protagonista in una serie drammatica
- Matthew Macfadyen, per aver interpretato Tom Wambsgans in Succession
- F. Murray Abraham, per aver interpretato Bert Di Grasso in The White Lotus
- Nicholas Braun, per aver interpretato Greg Hirsch in Succession
- Michael Imperioli, per aver interpretato Dominic Di Grasso in The White Lotus
- Theo James, per aver interpretato Cameron Sullivan in The White Lotus
- Alan Ruck, per aver interpretato Connor Roy in Succession
- Will Sharpe, per aver interpretato Ethan Spiller in The White Lotus
- Alexander Skarsgård, per aver interpretato Lukas Matsson in Succession

#### Miglior attrice non protagonista in una serie drammatica
- Jennifer Coolidge, per aver interpretato Tanya McQuoid-Hunt in The White Lotus
- Elizabeth Debicki, per aver interpretato Diana Spencer in The Crown
- Meghann Fahy, per aver interpretato Daphne Sullivan in The White Lotus
- Sabrina Impacciatore, per aver interpretato Valentina in The White Lotus
- Aubrey Plaza, per aver interpretato Harper Spiller in The White Lotus
- Rhea Seehorn, per aver interpretato Kim Wexler in Better Call Saul
- J. Smith-Cameron, per aver interpretato Gerri Kellman in Succession
- Simona Tabasco, per aver interpretato Lucia Greco in The White Lotus

#### Miglior attore non protagonista in una miniserie o film
- Paul Walter Hauser, per aver interpretato Larry Hall in Black Bird
- Murray Bartlett, per aver interpretato Nick De Noia in Ecco a voi i Chippendales (Welcome to Chippendale)
- Richard Jenkins, per aver interpretato Lionel Dahmer in Dahmer - Mostro: la storia di Jeffrey Dahmer (Dahmer - Monster: The Jeffrey Dahmer Story)
- Joseph Lee, per aver interpretato George Nakai in Lo scontro (Beef)
- Ray Liotta, per aver interpretato James "Big Jim" Keene in Black Bird (candidatura postuma)
- Young Mazino, per aver interpretato Paul Cho in Lo scontro (Beef)
- Jesse Plemons, per aver interpretato Allan Gore in Love & Death

#### Miglior attrice non protagonista in una miniserie o film
- Niecy Nash-Betts, per aver interpretato Glenda Cleveland in Dahmer - Mostro: la storia di Jeffrey Dahmer (Dahmer - Monster: The Jeffrey Dahmer Story)
- Annaleigh Ashford, per aver interpretato Irene in Ecco a voi i Chippendales (Welcome to Chippendale)
- Maria Bello, per aver interpretato Jordan in Lo scontro (Beef)
- Claire Danes, per aver interpretato Rachel in Fleishman a pezzi (Fleishman Is in Trouble)
- Juliette Lewis, per aver interpretato Denise in Ecco a voi i Chippendales (Welcome to Chippendale)
- Camila Morrone, per aver interpretato Camila Alvarez in Daisy Jones & The Six
- Merritt Wever, per aver interpretato Frankie Pierce in Le piccole cose della vita (Tiny Beautiful Things)

### Regia

#### Miglior regia in una serie commedia
- The Bear (Episodio: "La recensione"), diretto da Christopher Storer
- Barry (Episodio: "wow"), diretto da Bill Hader
- La fantastica signora Maisel (Episodio: "Quattro Minuti"), diretto da Amy Sherman-Palladino
- The Ms. Pat Show (Episodio: "Don't Touch My Hair"), diretto da Mary Lou Belli
- Ted Lasso (Episodio: "Addio, vi salutiamo), diretto da Declan Lowney
- Mercoledì (Episodio "Mercoledì è un giorno triste"), diretto da Tim Burton

#### Miglior regia in una serie drammatica
- Succession (Episodio: "Le nozze di Connor"), diretto da Mark Mylod
- Andor (Episodio: "Lampi di ribellione"), diretto da Benjamin Caron
- Bad Sisters (Episodio: "La puntura"), diretto da Dearbhia Walsh
- The Last of Us (Episodio: "Molto, molto tempo"), diretto da Peter Hoar
- Succession (Episodio: "L'America decide"), diretto da Andrij Parekh
- Succession (Episodio: "Living+"), diretto da Lorene Scafaria
- The White Lotus (Episodio: "Arrivederci"), diretto da Mike White

#### Miglior regia in una miniserie o film
- Lo scontro (Episodio Figure di luce), diretto da Lee Sung Jin
- Lo scontro (Episodio La grande fabbrica), diretto da Jake Schreier
- Dahmer - Mostro: la storia di Jeffrey Dahmer (puntata Episodio uno), diretto da Carl Franklin
- Dahmer - Mostro: la storia di Jeffrey Dahmer (puntata Ridotto al silenzio), diretto da Paris Barclay
- Fleishman a pezzi (puntata Tempo per me), diretto da Jonathan Dayton e Valerie Faris
- Prey, diretto da Dan Trachtenberg